# Uğurcan
Uğurcan (uːʁdʒɑn) ist ein türkischer männlicher und weiblicher Vorname türkischer und persischer Herkunft mit der Bedeutung „Glück bringend, von guter Vorbedeutung“ bzw. „gesegnet“, „ein gut geratenes Kind“, gebildet aus den Elementen uğur (dt. „Glück“) und can (dt. „Seele, Leben“ u. a.).

## Namensträger
- Uğurcan Çakır (* 1996), türkischer Fußballspieler
- Uğurcan Yazğılı (* 1999), türkischer Fußballspieler
- Uğurcan Yüce (1947–2015), türkischer Buchgestalter und bildender Künstler